# Gundwiesensee
Der Gundwiesensee ist ein als Baggersee entstandenes Stillgewässer in der Gemarkung Walldorf der Stadt Mörfelden-Walldorf im Landkreis Groß-Gerau in Hessen.

## Geographie
Der Gundwiesensee liegt im Westen der Gemarkung Walldorf. Er hat einen annähernd rechteckigen Umriss und erstreckt sich in Nordost-Südwest-Richtung entlang des rechten nördlichen Ufers des Gundbachs im Abstand von etwa 10 bis 15 Meter. Er ist bis zu 190 Meter lang und rund 120 Meter breit bei einer Wasserfläche von etwa zwei Hektar. Der Umfang beträgt rund 600 Meter.
Gespeist wird der Gundwiesensee durch Grundwasser und Regenwasser. Im See gibt es eine baumbestandene Insel. Am Nordufer befindet sich eine Schutzhütte. Am Südufer fließt der Gundbach. Westlich vom Gundwiesensee beginnt der Mönchbruch.

## Etymologie
Der Name Gundwiesensee bezieht sich auf den Gundbach und die Gundwiese.